# Liste der Kulturdenkmale in Waltershausen
Die Liste der Kulturdenkmale von Walterhausen ist aufgeteilt in folgende Teillisten:
- Liste der Kulturdenkmale in Waltershausen (Kernstadt mit Ibenhain)
- Liste der Kulturdenkmale in Waltershausen-Fischbach
- Liste der Kulturdenkmale in Waltershausen-Schmerbach
- Liste der Kulturdenkmale in Waltershausen-Schnepfenthal
- Liste der Kulturdenkmale in Waltershausen-Schwarzhausen;
- Liste der Kulturdenkmale in Waltershausen-Wahlwinkel
- Liste der Kulturdenkmale in Waltershausen-Winterstein